# 地理標誌産品

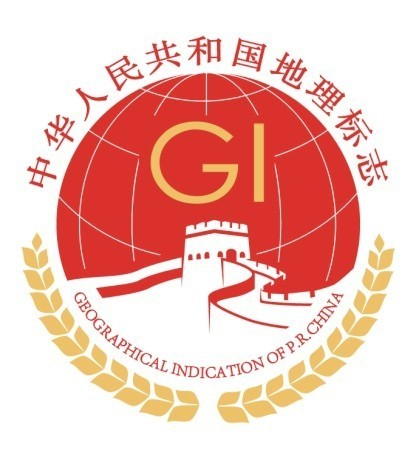
新版中国地理標誌産品認証マーク（2019年10月16日使用開始）

地理標誌産品（中国語：地理标志产品）は、中華人民共和国政府が品質のすぐれた産地の製品を保護する目的で導入した地理的表示の保護制度である。地理標誌産品認証を受けた製品は、「地理標誌認証」ステッカーを表示出来る。中華人民共和国における地理的表示認証制度は、主に国家質量監督検査検疫総局が管理している。
中国の地理的表示製品の保護は、1999年に国家質量技術監督局が公布した「原産地域製品保護規定」による保護制度から正式に始まった。2000年より紹興酒の事例より試行し、2001年より正式に施行。2005年には国家質量技術監督局は保護規定を新たに「地理標誌産品保護条例」に改訂。旧規定での指定品も含め「地理標誌産品（地理标志产品）」と明確に表示出来るようになった。
2011年5月の時点で、中国政府は地理的表示製品として1,192の製品を承認している。

## 中国地理標誌認証管理
中華人民共和国における地理標誌認証の管理などについては「製品質量法」、標準化法、輸出入商品検査法、地理標誌産品保護条例、貿易に関する知的財産権協議などの関連法規に準拠している。
いわゆる原産地域製品は、「特定地域の原材料を使用し、伝統的な技術に従って特定地域内で生産される製品であり、品質、特色、あるいは評判も、基本的に原産地の地理的特性に依存し、本規定によって確認・承認の上、原産地の地域名を伴って命名された製品」（「原産地域製品保護規定」第2条）と定義されている。中国では1990年代にこの概念を導入し、原産地マーク制度を確立していたが、それは個々の商品の輸出の際の販売促進活動にのみ活用されていた。1999年8月、国家質量技術監督局が「原産地域製品保護規定を公布したことにより、正式に保護制度を運用し中国国内での事業活動で活用されるようになった。2000年1月、政府は第1号案件として紹興酒をテストケースとして選定した。2001年から全面的に導入開始し、拡大した。2001年から2004年で120件が原産地域製品として承認された。
2005年7月からは、国家質量監督検査検疫総局が「地理標誌産品保護条例」を「規定」に替わって公布し、規定で承認されていた原産地域製品をすべて自動的に引き継ぎ、地理的表示製品とした。この規定により、地理的表示製品は「特定地域で生産され、品質、評判、またはその他の特性は、基本的に生産地の自然および人的要因に依存し、地理的な名前の承認に基づいて命名される製品」と明確に定義された。2005年には、政府は合計67の製品を地理標誌産品（原産地域製品）として承認した。
地理標誌産品は国家質量監督検査検疫総局により認定される。承認プロセスには、通常3つの手順がある。まず、地方の質量監督検査検疫局などの機関が申請書を提出し、国家品質監督検査検疫総局が専門家委員会を設置して、予備審査通過後に公示を行う。公示期間は最短で3ヶ月で、その間に異議申立てが無ければ、国家品質監督検査検疫総局が正式に認定し、保護地域を確定する。その後、その製品について強制力を持つ国認定の標準規格を制定し、生産企業はその標準規格に合格すれば地理標誌産品認証マークの使用が認められる。
地理標誌産品制度の実施は、主にその地域の特産品と農民の利益を保護すると共に、偽物や粗悪品の氾濫を防止することを目的としている。ほとんどの地理標誌産品では認定後、生産量が大きく成長している。保護効果に加え、知名度を高める効果もあり、また生産手段の向上進化という効果も期待されている。但し、地理標誌産品制度には問題もある。製品によっては地域による独占を生み出していると非難されている。例えば、茅台酒の保護地域範囲は貴州茅台酒の生産地に限定されていたり、西峡山茱萸の生産は宛西製薬の工場に独占されていたりする。
また、浙江省寧波市で生産される楊梅について、寧波市内の余姚市が余姚楊梅の認定を申請した際には、隣の慈渓市（ここも寧波市内）から反対が表明したが受け容れられず、結局慈渓楊梅として別途申請することになった。
さらに、特定企業による悪質な生産運営活動によって悪用されているとされる製品もあり、例えば金華火腿、鎮江香醋、龍口粉絲（龍口はるさめ）などでは、一部の製品に品質問題があるとメディアでは報道されている。

## 批評
現在、中国には下記のとおり地理的表示での3つの保護制度があり、各行政機関ごとの権益争いの様相もあり、その結果、企業は重複して登録申請する必要があり、国の行政資源を浪費するだけでなく、企業の負担も増大すると言う指摘がある。
- 中華人民共和国農業法、中華人民共和国農産品質量安全法、農産品地理標誌管理措置は、中華人民共和国農業部が認定する農産品の地理的表示
- 中華人民共和国商標法、中華人民共和国商標法実施条例、団体商標および認証商標登録及び管理措置は、国家工商行政管理総局が認定する団体商標および認証商標登録を行なう地理表示
- 中華人民共和国製品質量法、中華人民共和国標準化法、中華人民共和国輸出入商品検査法、地理標誌産品保護規定は、国家質量監督検査検疫総局が認定・保護を行なう地理標誌産品

## 中国地理標誌リスト
- 中国農産品地理標誌登録リスト
- 中国地理標誌商標登録リスト
- 中国地理標誌産品保護リスト